# Greenfield Park
Greenfield Park é um distrito de Longueuil, cidade situada na região metropolitana de Montréal, no estado canadense de Quebec. De acordo com o recenseamento realizado pelo governo do Canadá, essa localidade possui população total de 6518 habitantes .